# 14372 Паульґерхардт
14372 Паульґерхардт (14372 Paulgerhardt) — астероїд головного поясу, відкритий 9 січня 1989 року.
Тіссеранів параметр щодо Юпітера — 3,226.